# Церква Різдва Пресвятої Богородиці (Шишківці)
Церква Різдва Пресвятої Богородиці — чинна дерев'яна церква у селі Шишківці, Чернівецького району, Чернівецької області. Пам'ятка архітектури місцевого значення, охоронний номер 3065
-Чв. Парафія належить до Чернівецького районного деканату Чернівецької єпархії Православної церкви України. Престольне свято — 21 вересня (Різдво Пресвятої Богородиці).

## Розташування

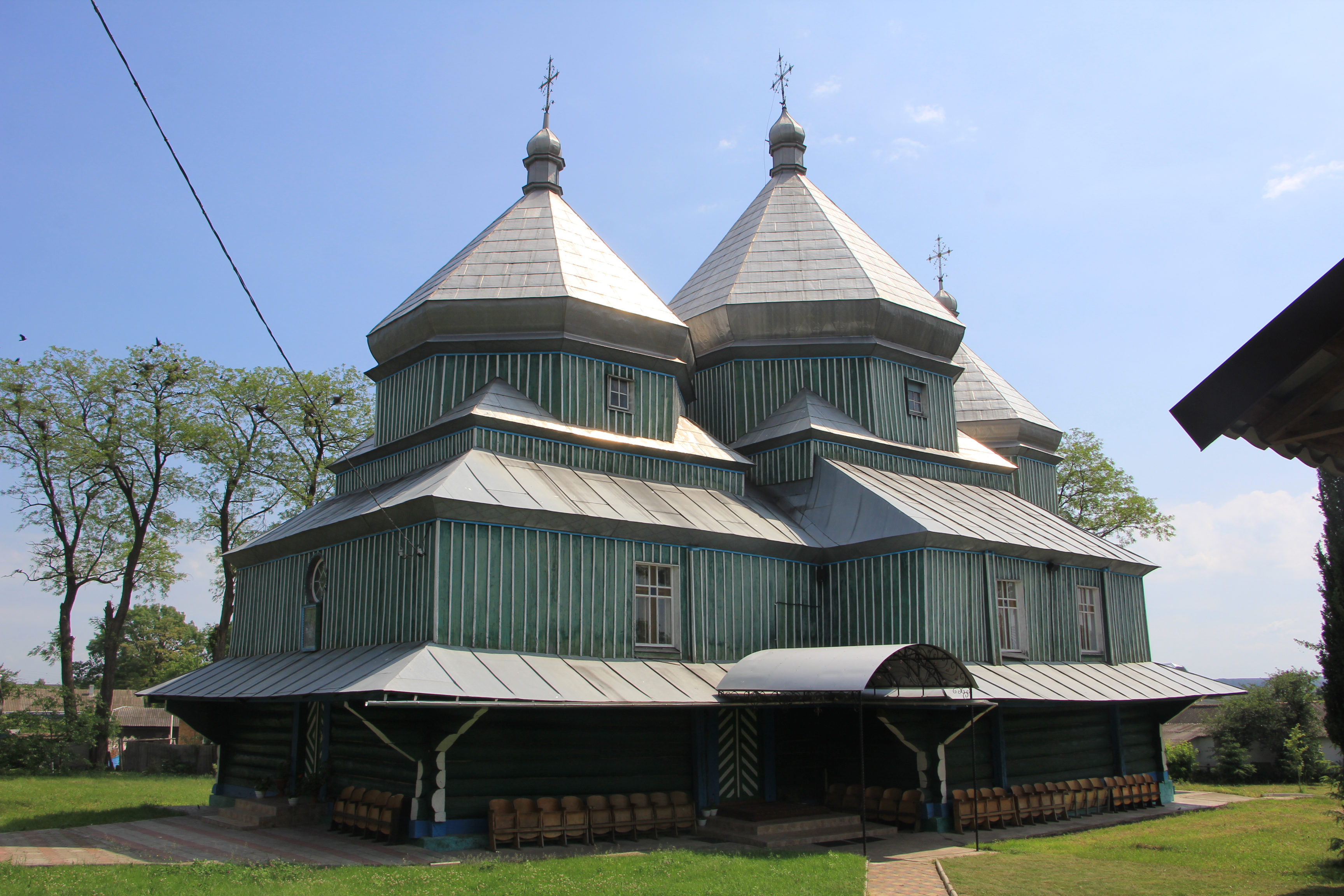

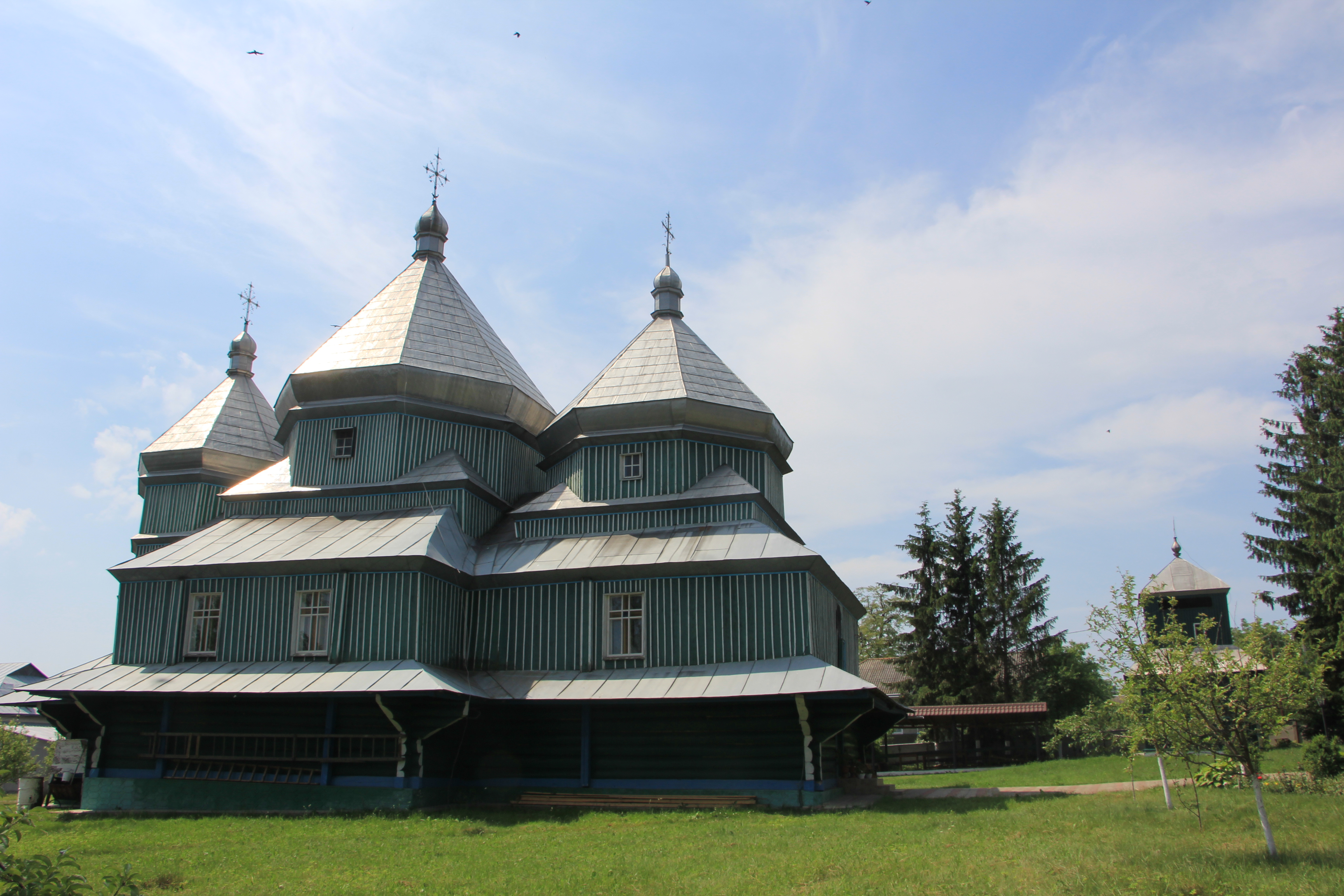

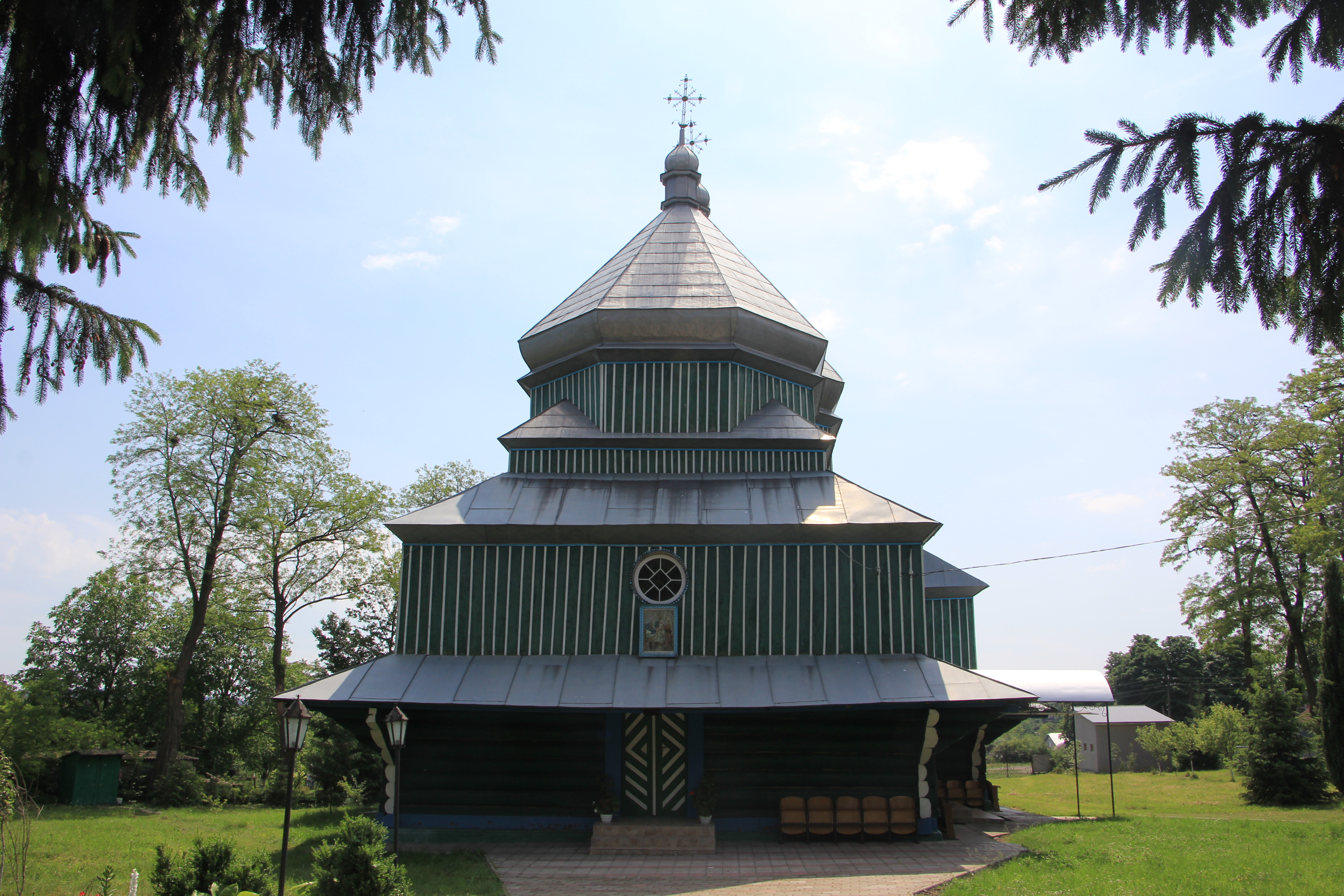

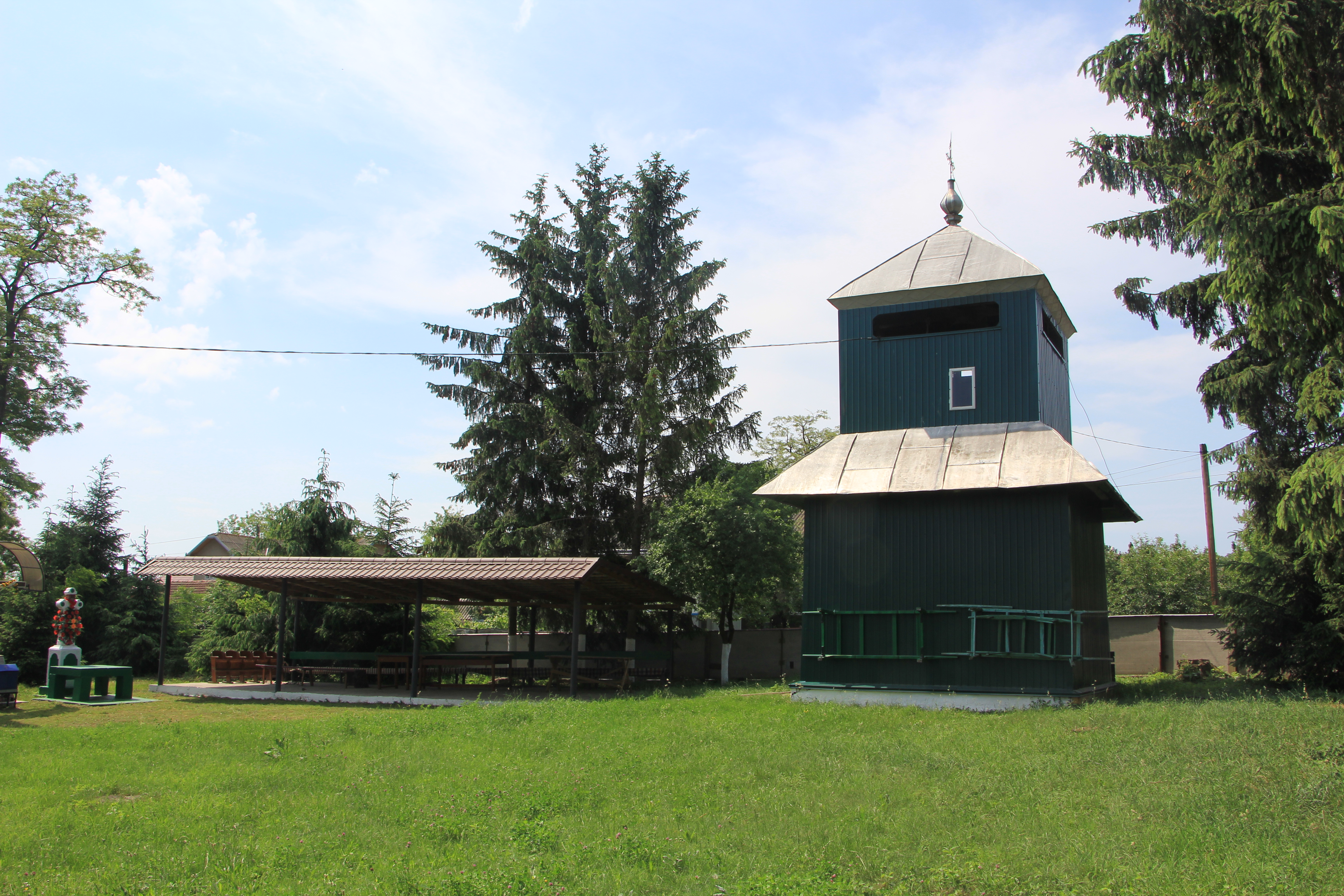

Церква знаходиться у центрі села, на схід від школи.

## Історія
Перша церква у селі, згоріла під час пожежі, була на місці сучасного старого цвинтаря. Нову церкву збудували у 1886 році, освячена була 13 листопада 1887 року митрополитом Сильвестром (Морар-Андрієвич). Збудував церкву майстер Іван Столярчук з міста Косів. За иншими даними, церкву збудували у 1844 році громадським коштом за 12 тисяч крон. Першим парохом був священник Ілля Мачушак.
У 1864 році, за пароха Івана Гомівки, який починав збирати кошти для будівництва церкви, побудована була парохіальна хата (резиденція для священиків). Цю парохіальну хату було зруйновано під час радянської окупації. 
1917 року австрійська влада зареквізовані церковні дзвони. У 1920 році парафіянами було зібрано кошти на купівлю нових двох дзвонів вагою 52 кг та 30 кг. 
У 1924 році окупаційний румунський уряд зобов'язав священників здавати іспит з румунської мови (історію, географію, літературу і конституцію). Якщо священник не здасть іспит, то через рік знову буде здавати, а коли і тоді не здасть — буде заорона йому служити.
Під час радянської окупації церква була постійно чинна.
У 2005 році парафія своїм коштом купила парохіальний будинок для священиків.

### Парохи
- Ілля Мачушак
- Іван Гомівка
- Петро Дарійчук (1909 — ?)
- Олександр Данилевич (? — 1921)
- Михайло Коча (1921 — ?)
- Федір Борецький
- Іван Футюк
- Афоній Потарак
- Іван Цеглій
- Михайло Курешов
- Василь Хащовий
- Михайло Кобля
- Дмитро Ходан

### Перехід з УПЦ МП до ПЦУ
19 грудня 2018 року парафія перейшла до Православної Церкви України. Парафія стала першою на Буковині, яка перейшла від УПЦ МП до Православної церкви України.

## Архітектура
Церква тризрубна, триверха, хрещата у плані, буковинського типу школи дерев'яного зодчества. У церкви бабинець видовжений, з двома входами (західним та південним), вівтар маленький, гранчастий в плані, до якого симетрично прибудовані захристія. У стіні надопасання вівтаря виділяються вікна круглої форми.
На заході від церкви розташована дерев'яна двоярусна дзвіниця.
Іконостас виконав різьбар Василь Петряк з Коломиї, ікони були намальовані малярем Оржеховським з Коломиї. Інтер'єр церкви розмальований у 1893 році малярем Чайковським з с. Киселів.